# American Eagle Outfitters
 (транскр.  Американ игл аутфитерс) амерички је произвођач одеће са седиштем у Питсбургу. Основала су га браћа Џери и Марк Силверман током 1977. Најпознатији је по производњи фармерки.